# Acrocercops leucostega
Acrocercops leucostega is een vlinder van de familie van de mineermotten (Gracillariidae). De wetenschappelijke naam van deze soort is voor het eerst voorgesteld als Tinea leucostega door Edward Meyrick in een publicatie uit 1932.
De soort komt voor in Sierra Leone.